# Parusia
La parusia, per la majoria dels cristians, és l'esdeveniment, esperat al final de la història, de la segona vinguda de Crist a la terra. Les profecies d'una segona vinguda són diverses i són presents en moltes religions i cultures. La més destacada és la creença del cristianisme sobre el retorn de Jesucrist.
També fa referència a l'adveniment del dotzé imam del xiisme.
En grec koiné forma del participi present del verb pareimi, que significa presència física, o també adveniment, apropament, retorn, especialment de Crist, a vegades, pel càstig de Jerusalem i, en la "fi dels temps" -sunteleia ton aionos- (literalment, "consumació de les èpoques") per càstig dels malvats, però principalment per la restauració de tot allò creat en Crist per mitjà de la resurrecció.
Els evangelis esmenten nombroses prediccions sobre la presència de Jesús en la seva tornada al món, com per exemple: Mateu 16:27, 24:26-28 i 24:37-41; Lluc 17:22-37; Joan 14:3.
Aquesta creença està fortament lligada a la creença en Déu, i la creença dels profetes, de vegades anomenats missatgers, o Manifestacions, els quals tenen un nivell de divinitat, santedat o proximitat a Déu. Gairebé totes les tradicions religioses tenen una forma de profecia del retorn d'una d'aquestes figures, o la vinguda d'una nova figura.

## Cristianisme
L'àmplia majoria d'aquells que s'identifiquen a si mateixos com a cristians, esperen la segona vinguda, o el segon adveniment de Jesucrist. D'entre les diverses denominacions cristianes, els detalls de la segona vinguda de Crist són relativament diferents. Molt pocs s'atreveixen a assegurar una interpretació autoritativa i completa de les fonts bíbliques, les que són típicament simbòliques i profètiques. El que comunament s'accepta és que:
1. Jesucrist va morir a la creu.
2. S'aixecà d'entre els morts i va ascendir al Cel.
3. Tornarà per jutjar el món i establir el Regne de Déu.
4. Ningú sap el dia o l'hora del retorn de Crist.

El Llibre de Daniel, l'Evangeli segons Mateu i l'Apocalipsi, són considerats la més gran font d'estudi, encara que moltes parts de la Bíblia apareixen petites referències al "dia final" i la Segona Vinguda de Crist. Una petita referència està continguda en el Credo Nicè: "Ell vindrà de nou amb glòria per jutjar els vius i els morts: del Seu Regne que no tindrà fi" (parlant de Jesucrist).
El pastor William Miller i el Moviment Millerita esperaven la segona vinguda el 22 d'octubre de 1844. El fet que això hagi fallat fou anomenat posteriorment com la Gran Decepció. Alguns dels seus seguidors van crear l'Església Adventista del Setè Dia i els Testimonis de Jehovà.